# Protoeuphratisch
Die protoeuphratische Sprache wird von einigen Assyriologen (zum Beispiel Samuel Noah Kramer) als eine hypothetische Substratsprache des Volkes angesehen, das die Landwirtschaft im Gebiet des Südiraks in der frühen Obed-Zeit (5300–4700 v. Chr.) eingeführt hat.
Benno Landsberger und andere Assyriologen argumentieren, dass man durch die Untersuchung der Struktur sumerischer Bezeichnungen von Berufen, Ortsnamen und Hydronymen vermuten kann, dass es einmal eine frühere Gruppe von Menschen in der Region gab, die eine ganz andere Sprache hatten – oft auch als protoeuphratische Sprache bezeichnet –: Bezeichnungen für „Bauer“, „Meier“, „Tischler“ und „Dattel“ scheinen keine sumerische oder semitische Herkunft zu haben.
In der (post-)sowjetischen Linguistik wird dieses Substrat als „Bananen-Sprache“ bezeichnet auf Grund des charakteristischen Zugs einiger Personennamen in sumerischen Texten, also Reduplikation von Silben (wie im englischen Wort banana): Inanna, Zababa, Chuwawa/Humbaba, Bunene usw. Diese Hypothese wurde von Igor Michailowitsch Djakonow und Wladislaw Ardsinba vorgestellt, die diese hypothetische Sprache mit der Samarra-Kultur verbinden.
Ein ähnlicher Vorschlag von Gordon Whittaker ist, dass die Sprache der proto-literarischen Texte aus der späten Uruk-Zeit (3350–3100 v. Chr.) eine frühe indogermanische Sprache ist, die er als „Euphratisch“ bezeichnet. Die Hypothese ist nicht allgemein anerkannt.
Rubio kritisierte die Substrathypothese mit dem Argument, dass es Hinweise auf Entlehnung aus mehr als einer Sprache gebe. Diese Ansicht ist jetzt die vorherrschende im Feld (Piotr Michalowski, Gerd Steiner u. a.).